# Stefan Lebson
Stefan Jerzy Lebson (ur. 10 sierpnia 1906 w Aleksandrowie Kujawskim, zm. 13 marca 1972 w Warszawie) – mgr inżynier elektryk, specjalista w zakresie miernictwa elektrycznego i elektrycznych przyrządów pomiarowych; syn Gustawa i Reginy z d. Kawa.

## Życiorys

### Lata międzywojenne
Urodził się w mieszczańskiej rodzinie żydowskiej. W 1926 r. ukończył Państwowe Gimnazjum im. Władysława Jagiełły w Płocku. W 1928 r. rozpoczął studia na Wydz. Elektrycznym Politechniki Gdańskiej. Po uzyskaniu tytułu kandydata (półdyplomu) został przyjęty jako pierwszy cudzoziemiec na kierunek elektrotechniki teoretycznej i praktycznej zastrzeżony tylko dla najzdolniejszych studentów. Specjalizował się w teorii pomiarów elektrycznych. W 1932 r. uzyskał tytuł inżyniera dyplomowanego (równoważny dyplomowi mgr inż.) ze specjalnością: teoria pomiarów elektrycznych. Narastająca faszyzacja i nastroje antysemickie w Wolnym Mieście Gdańsku uniemożliwiły mu realizację doktoratu podjętego u prof. K. Kupfmüllera. W 1933 r. przeniósł się do Warszawy, gdzie podjął pracę w Fabryce Aparatów Elektrycznych „Elektroautomat” jako konstruktor, a następnie kierownik działu. Od 1935 r. pracował w Spółce Akcyjnej „Staniola”, która wspólnie z francuską firmą Chauvin – Arnaux S.A. otworzyła w Warszawie fabrykę mierników. Odbył kilkumiesięczną praktykę w Paryżu. W związku z udziałem w strajku okupacyjnym robotników stracił tam pracę. Następnie został zatrudniony w Zakładach Aparatury Precyzyjnej „Ateliers J. Carpentier Paris”.

### Okres II wojny światowej
Po wybuchu wojny znalazł się we Lwowie, gdzie pracował w zakładach samochodowych. W czerwcu 1940 r. został deportowany w głąb ZSRR. Za próbę powrotu do Lwowa zesłany do syberyjskiego gułagu. W czasie jednego z transportów został uznany za zmarłego i porzucony w tajdze. Uratował go nieznajomy człowiek – Jakut. Po ogłoszeniu amnestii dla Polaków w 1941 r. pracował jako majster w ewakuowanej za Ural fabryce, budował linię energetyczną o napięciu kilkunastu kilowoltów. W 1944 r. rozpoczął pracę w Samarkandzie, najpierw jako kierownik działu pomiarów w elektrowni, a potem w przeniesionej z Leningradu fabryce dźwiękowych aparatów kinematograficznych. Tu został członkiem Związku Patriotów Polskich. Pozostała na terenie Polski rodzina zginęła tragicznie: ojciec w warszawskim Getcie, matka i siostra w obozie koncentracyjnym.

### Okres PRL
W maju 1946 r. powrócił do Polski, w tym samym roku wstąpił do PPR. W latach 1946–1972 był kolejno związany z fabryką „ERA” we Włochach, gdzie zorganizował produkcję mierników elektrycznych, stworzył przyzakładową szkołę zawodową i średnią szkołę techniczną, w której wykładał; Zakładem Miernictwa Elektrycznego Instytutu Elektrotechniki w Międzylesiu k. Warszawy; Wieczorową Szkolą Inżynierską i w końcu Wydz. Elektrycznym Politechniki Warszawskiej, gdzie pracował od 1954 r. aż do śmierci.

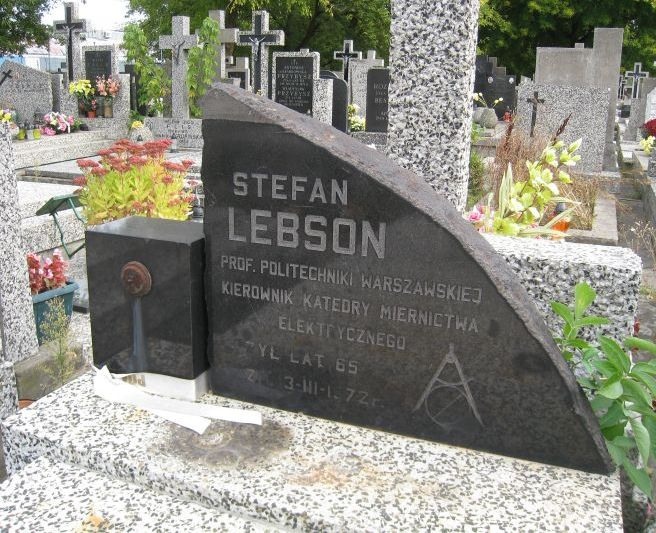
Fragment grobu prof. Lebsona

Był człowiekiem samotnym, pochowany na cmentarzu parafii św. Teresy od Dzieciątka Jezus w Warszawie-Włochach.

## Pełnione funkcje i zajmowane stanowiska
- dyrektor techniczny fabryki „ERA” (1946)
- kierownik Zakładu Miernictwa Elektrycznego Instytutu Elektrotechniki (1952)
- dziekan Wydziału Elektrycznego w Wieczorowej Szkole Inżynierskiej (1952)
- samodzielny pracownik naukowy na stanowisku zastępcy profesora Katedry Miernictwa Elektrycznego Politechniki Warszawskiej (od 1954)
- kierownik Zakładu Automatyki przy Wydz. IV PAN (1954–1960)
- kierownik Zakładu Budowy Przyrządów Pomiarowych w Katedrze Miernictwa Elektrycznego PW (od 1957)
- kierownik Katedry Miernictwa Elektrycznego PW (od 1959)
- kierownik Zakładu Miernictwa Elektrycznego PW (od 1970 do śmierci)

## Ważniejsze publikacje
- Mierniki elektryczne, Warszawa 1956
- Elektryczne przyrządy pomiarowe, PWN, Warszawa 1960 (nast. wydania 1965, 1971)
- Podstawy miernictwa elektrycznego, WNT, Warszawa 1966 (nast. wyd. 1970)
- Kompensatory prądu stałego, WNT, Warszawa 1972 (współautor: Czesław Szczepaniak)
- Pomiary elektryczne, Państwowe Wydawnictwa Szkolnictwa Zawodowego, Warszawa 1963 (współautor: Jacek Kaniewski)
- Miernictwo elektryczne dla technikum, PWSZ, Warszawa 1961 (nast. wyd. 1963, 1965, 1966, 1971) (współautor: Jacek Kaniewski)
- Skrypty dla studentów PW: Miernictwo elektryczne (1959, 1961, 1964, 1965, 1966), Miernictwo elektryczne w zarysie (1968)
- przekład wspólnie z Czesławem Bełkowskim z jęz. rosyjskiego książki F.E. Tiemnikowa Automatyczne przyrządy rejestrujące, 1957
- autor lub współautor ok. 20 artykułów naukowych
- autor 3 patentów